# ミュージック・オブ・チャンス
『ミュージック・オブ・チャンス』（The Music of Chance）は、1993年のアメリカ映画。ポール・オースターの小説『偶然の音楽』（原題は同じ）を原作にした映画。作者本人も出演している。日本未公開でビデオスルー。
ヤッピーが似合う美青年俳優ジェームズ・スペイダーが、『真夜中のカーボーイ』のダスティン・ホフマンや『スケアクロウ』のアル・パチーノのような凸凹コンビの片割れ（凹の方）を演じて、新境地を切り拓いた。

## キャスト
- マンディ・パティンキン：ジム・ナッシュ
- ジェームズ・スペイダー：ジャック・ポッツィ
- チャールズ・ダーニング：フラワー（太った富豪）
- ジョエル・グレイ：ストーン（痩せた富豪）
- サマンサ・マシス：売春婦ティファニー
- Ｍ・エメット・ウォルシュ：富豪の使用人
- クリス・ペン：使用人の義理の息子
- ポール・オースター：通りすがりのドライバー

## スタッフ
- 原作：ポール・オースター
- 監督：フィリップ・ハース

## あらすじ
元消防士のジム・ナッシュは父の遺産を持ってアメリカ中を車で一人旅している。その途中、道路沿いで頭から血を流しながら現れた胡散臭そうな若いギャンブラーを拾った。ジャック・ポッツィという名の彼は頭の傷はイカサマを疑われたのが原因だと言い、その証明として自身の並々ならぬポーカーの才能を披露する。また彼によると、近々引っ掛ける予定のいいカモがいるのだそうだ。話に興味を抱いたナッシュは協力を申し出二人でその男たちの住む豪邸に向かう。一方は肥満体、もう一方は痩せ型の二人組の富豪は宝くじで大金持ちになった脳天気な素人ギャンブラーであり、いかにも組し易そうな相手にジャックは自信満々で勝負を挑む。しかし屋敷の二階にあるジオラマの人形にナッシュが手を触れた瞬間ジャックのツキは急速に翳りを見せ始める。結局二人は逆に負かされてしまい、借金のかたにナッシュの車を担保に取られ、返済の条件として富豪宅の広い庭に万里の長城のような建造物を作る役務を押し付けられる。住み込みで働き続けながら延々と続く重労働にひたすら耐え抜くナッシュと不平を漏らすジャック。対照的な二人は励まし合いながら労働に耐え、ついに借金完済の時が訪れる。その祝いに売春婦を呼んだりしてささやかなパーティを開くが、その翌日使用人から当初とは異なる明細を見せられ未だ完済出来ていないことを告げられる。とうとう我慢出来ずに逃げ出したジャックは瀕死の重傷を負って庭に倒れている所を発見され、使用人によって運ばれた後消息を絶ってしまう。仲間を失った事により冷静さを維持出来なくなっていくナッシュ。使用人はジャックが快方に向かっていると言うがその話にはあからさまに嘘が見える。悪夢のような労働とジャックに加えられたであろう残酷な仕打ちに、ナッシュはだんだん追い詰められていく。そしてある日のこと、使用人の運転する自身の車に同乗を許されたナッシュは上手く言ってハンドルを握ると車を横転させなんとか脱出に成功する。ヨタヨタと道路に出ると、一台の車が目の前に停まる。かつてジャックを拾った時の自分を思わせるその運転手はポール・オースターと名乗り、快くナッシュを車に乗せたのだった。

## 映画祭への出品
北野武の『ソナチネ』などと並んで、第46回カンヌ国際映画祭「ある視点」部門に出品された。